# Langegracht (Amersfoort)
De Langegracht  is een gracht en straat in de Nederlandse stad Amersfoort. Samen met de in het verlengde liggende Kortegracht doorkruist de Langegracht de oude kern van de stad, dat wil zeggen het deel van het centrum binnen de eerste stadsmuur, van het zuidoosten naar het noordwesten. De Langegracht loopt van de Langestraat tot de Breestraat en is ongeveer 330 meter lang. 

## Geschiedenis
Het oude centrum van Amersfoort is gelegen op een uitloper van de Utrechtse Heuvelrug. Oorspronkelijk stroomde de rivier de Eem ten oosten van deze heuvel langs. Rond 1200 werd deze bocht afgesneden met de aanleg van de Kortegracht en Langegracht. In het gebied tussen deze gracht en de rivier ontstond de eerste bebouwing van Amersfoort. Het doel van de aangelegde gracht was de versnelling van de waterafvoer uit het natte gebied. Daarnaast had hij samen met de Eem waarschijnlijk een rol in de verdediging van de nederzetting. In de tweede helft van de 13e eeuw is men, na het verkrijgen van stadsrechten in 1259, begonnen met de aanleg van een stenen stadsmuur en werd de Langegracht waarschijnlijk aan de noordzijde afgesloten met een waterpoort. De oudste vermelding van de straatnaam is uit 1411.
De vele brouwerijen in Amersfoort gebruikten de Lange- en Kortegracht als bron voor brouwwater. Langs de waterkant werden hijsbomen (putstoelen of sprengels genoemd) geplaatst om het ophalen van het water te vergemakkelijken.

## Fotogalerij

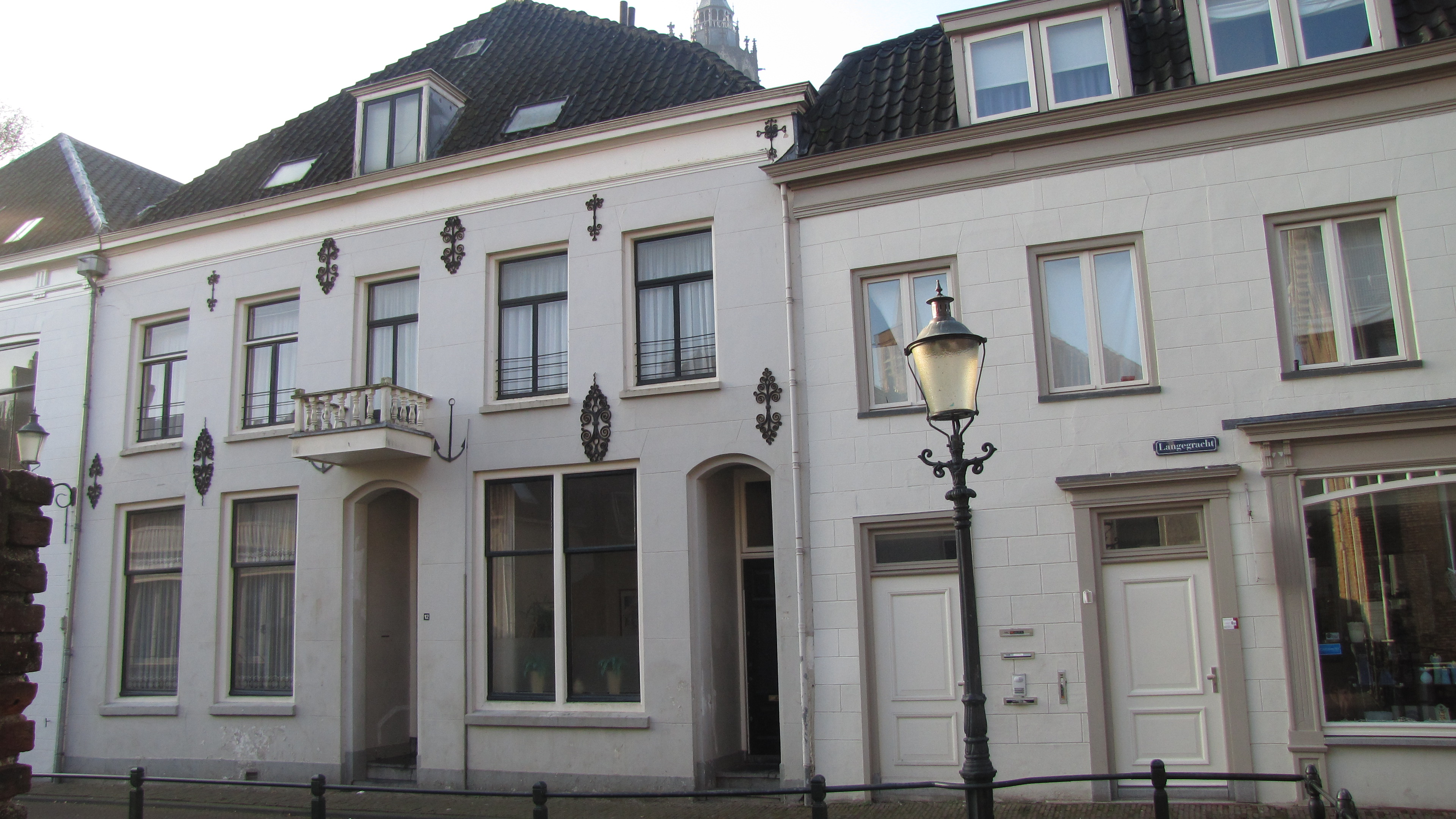
Langegracht 12 (rijksmonument)
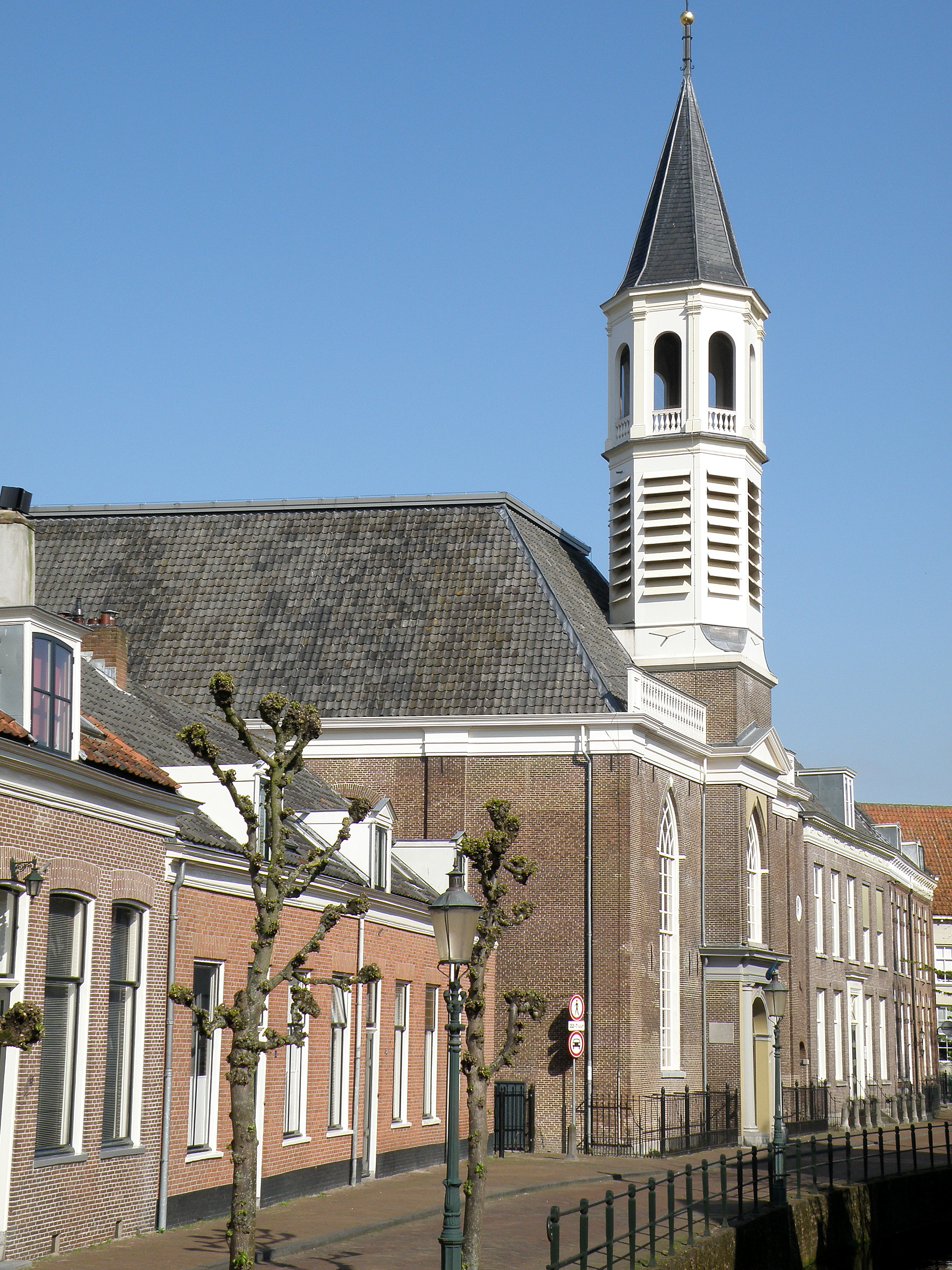
Elleboogkerk, Langegracht 36 (rijksmonument)